# Herrgottschnitzer

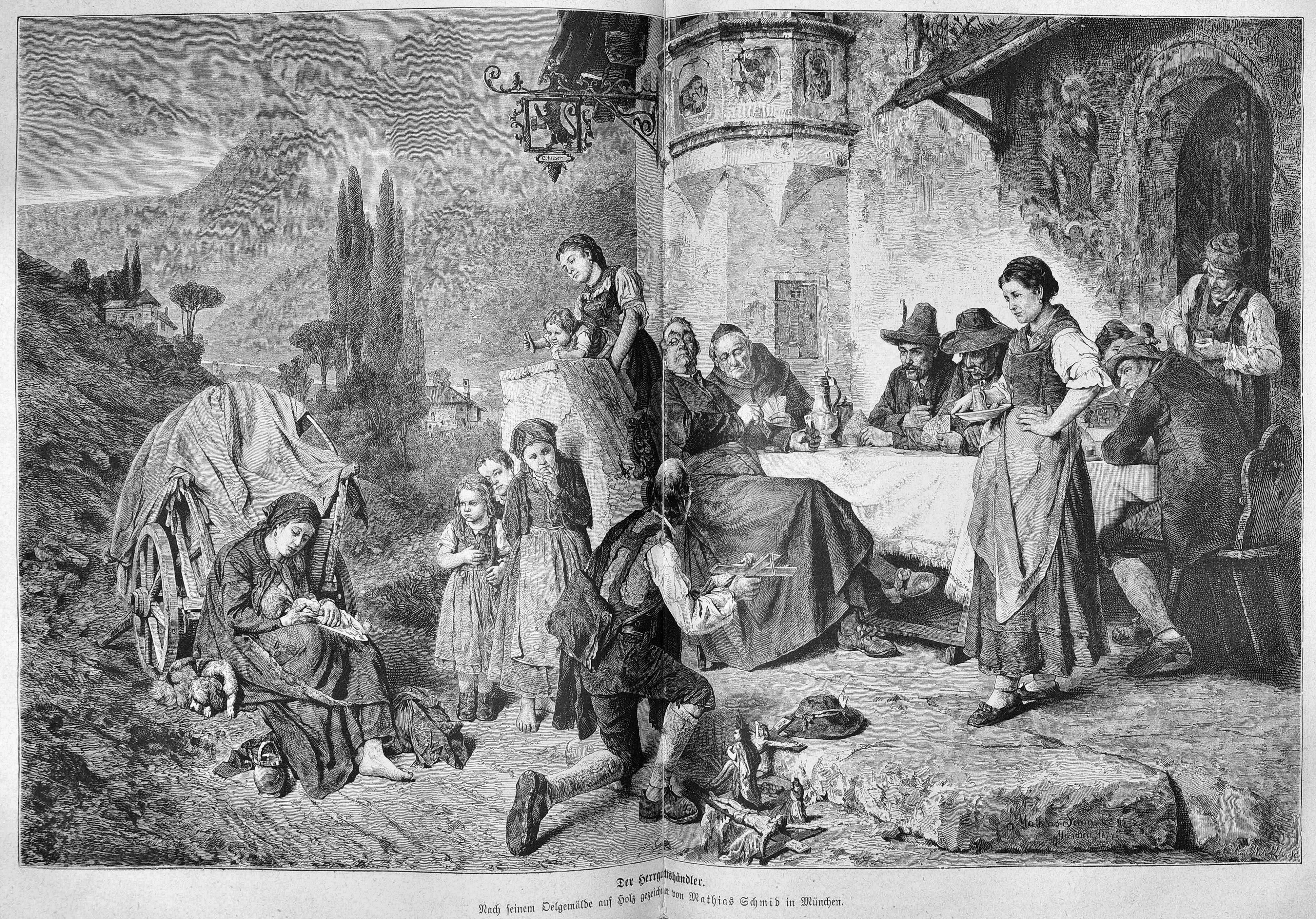
Ein Herrgottschnitzer beim Verkauf seiner Ware. Schnitt von Mathias Schmid

Herrgottschnitzer ist im süddeutschen und österreichischen Sprachraum die traditionelle Bezeichnung für einen berufsmäßigen Holzbildschnitzer, der vorwiegend Arbeiten mit christlich-religiösen Motiven anfertigt. Eine alternative Schreibung ist Herrgottsschnitzer.
Die Bezeichnung geht zurück auf den Roman „Der Herrgottschnitzer  von Ammergau“ von Ludwig Ganghofer. 
In Gröden in Südtirol ist die Bildschnitzerei seit dem 17. Jahrhundert in vielen Familien der Haupterwerbszweig (siehe Bildhauer in Gröden).

## Ausbildung und Beruf
Berufsrechtlich handelt es sich beim Beruf des Herrgottschnitzers um das Gewerk „Holzbildhauer“ und gehört zum Ausbildungsberuf Holzbildhauer.
In Deutschland münden Holzbildhauerklassen in Berchtesgaden, Bischofsheim, Empfertshausen, Flensburg, Freiburg im Breisgau, Michelstadt, München und Oberammergau  schulisch in 3 Jahren in der Gesellenprüfung im Holzbildhauerberuf. Unter den zahlreichen Bewerbern wählt jede der Schulen mit einer eigenen Aufnahmeprüfung aus. Neben dem Hauptschulabschluss, handwerklicher Begabung und räumlich-plastischem Sehen ist auch eine Mappe mit 10 künstlerischen Arbeiten für die Aufnahmeprüfung Zugangsvoraussetzung in der Berufsfachschule. Für Berufskollegs wird ein Realschulabschluss benötigt. Die Schülerinnen und Schüler dieses Berufskollegs erwerben den Abschluss als Holzbildhauergeselle und staatlich geprüfter Holzdesigner und haben außerdem die Möglichkeit, die Fachhochschulreife-Prüfung abzulegen.
In Wald (bei Pfullendorf) wird in der Klosterschule eine Mädchenklasse zu Holzbildhauerinnen ausgebildet. In dieser kostenpflichtigen allgemeinbildenden Schule können die Mädchen je nach Begabung zwischen verschiedenen Gesellenprüfungen wählen. Die Ausbildung erfolgt an einem Nachmittag in der Schule, nach dem Abitur in Vollzeit.

## Filme
- Der Herrgottschnitzer von Ammergau, ein deutscher Spielfilm aus dem Jahr 1952 von Harald Reinl mit Erich Auer in der Titelrolle

## Publikationen
- Hermann Bernsteiner: Joseph Angeler (1818–1898). Der Herrgottschnitzer aus der Pfarre Edlitz. Abschlussarbeit des Lehrgangs Regional- und Heimatforschung 2016/17, Marktgemeinde Grimmenstein, Grimmenstein 2017, 64 Seiten.